# Dictionary of National Biography
Il Dictionary of National Biography (DNB) è un dizionario biografico in lingua inglese, pubblicato per la prima volta dal 1885 al 1901 in 63 volumi, nel quale sono raccolte in ordine alfabetico di cognome le biografie di eminenti personalità vissute nel Regno Unito.

## Storia
L'opera venne ideata attorno al 1880 dall'editore George Smith (1824-1901) della casa editrice Smith, Elder & Co. sul modello di analoghe opere in lingua francese e in lingua tedesca pubblicate nel XIX secolo. Smith ne affidò la direzione a Leslie Stephen il quale la diresse dal 1882 al 1891. Il primo volume apparve il 1º gennaio 1885. Dopo le dimissioni di Stephen, nel maggio 1891, la direzione passò al suo collaboratore Sidney Lee (1859-1926) che portò a termine l'opera nell'estate del 1900.
Nel 1901 furono pubblicati tre volumi supplementari comprendenti le biografie delle personalità defunte fra il 1885 e il 22 gennaio 1901 (giorno della morte della regina Vittoria) o che erano state tralasciate nella prima edizione. Dopo un volume di "Errata", pubblicato nel 1904, il dizionario fu ristampato con revisioni minori in 22 volumi fra il 1908 e il 1909.
Il Dictionary of National Biography venne ceduto dagli editori Smith, Elder & Co. all'Oxford University Press nel 1917. Venne ristampato più volte e aggiornato nel corso del XX secolo fino al 1996, anno in cui venne decisa una nuova edizione completamente aggiornata col titolo Oxford Dictionary of National Biography (ODNB). L'ODNB è stato pubblicato in 60 volumi a partire dal 23 settembre 2004 e attualmente è disponibile anche on-line per abbonamento.

## Volumi
1. Abbadie - Anne
2. Annesley - Baird
3. Baker - Beadon
4. Beal - Biber
5. Bicheno - Bottasham
6. Bottomley - Browell
7. Brown - Burthogge
8. Burton - Cantwell
9. Canute - Chaloner
10. Chamber - Clarkson
11. Clater - Condell
12. Condor - Craigie
13. Craik - Damer
14. Damon - D'Eyncourt
15. Diamond - Drake
16. Drant - Edridge
17. Edward - Erskine
18. Esdale - Finan
19. Finch - Forman
20. Forrest - Garner
21. Garnett - Gloucester
22. Glover - Gravet
23. Gray - Haighton
24. Hailes - Harriott
25. Harris - Henry I
26. Henry II - Hindley
27. Hindmarsh - Hovenden
28. Howard - Inglethorpe
29. Inglish - John
30. Johnes - Kenneth
31. Kennett - Lambert
32. Lambe - Leigh
33. Leichton - Lluelyn
34. Llywd - MacCartney
35. MacCarwell - Maltby
36. Malthus - Mason
37. Masquerier - Millyng
38. Milman - More
39. Morehead - Myles
40. Mylar - Nicholls
41. Nichols - O'Dugan
42. O'Duinn - Owen
43. Owens - Passelene
44. Paston - Percy
45. Pereira - Pockrich
46. Pocock - Puckering
47. Puckle - Reidfurd
48. Reilly - Robins
49. Robinson - Russell
50. Russen - Scobell
51. Scoffin - Sheares
52. Shearman - Smirke
53. Smith - Stanger
54. Stanhope - Stovin
55. Stow - Taylor
56. Teach - Tollet
57. Tom - Tytler
58. Ubaldini - Wakefield
59. Wakeman - Watkins
60. Watson - Whewell
61. Whichcord - Williams
62. Williamson - Worden
63. Wordsworth - Zuyleste